# アマロ・ロドリゲス・フェリペ
アマロ・ロドリゲス・フェリペ（Amaro Rodríguez Felipe y Tejera Machado, 1678年5月3日 - 1747年10月4日）、通称アマロ・パルゴは、スペインの私掠船。海賊の黄金時代における最も有名な海賊の一人。

## 生涯
スペイン領カナリア諸島で生まれた彼は、そこを活動領域とする海賊の影響を受けながら成長した。彼は奴隷貿易において際立った活動をしており、彼のことをある者は怖れ、ある者は賞賛した。奴隷を積み込むために船倉を改造し、非人道的なやり方で運ぶときもあった（だが、これは当時ではよくあることだった）。奴隷はカリブ海地域のプランテーションやカナリア諸島の製糖工場で働かされた。 
彼は大金を稼いだが、マリア・デ・レオンとの親交の結果、慈善活動を始めた。そして清貧の思想に大きく関心を寄せた。アマロ・パルゴは彼女が起こす多数の奇跡を目撃した。彼は貴族としての資格を得て1747年10月4日にサン・クリストバル・デ・ラ・ラグーナで死に、サン・クリストバル・デ・ラ・ラグーナのサント・ドミンゴ・デ・グスマン教会に葬られた。
アマロ・パルゴは当時、黒髭やフランシス・ドレークと同様の名声と人気を持った人物だった。敵対勢力に抵抗し、祖国のために闘い続ける人物として当時の国民的英雄と見られていた。アマロ・パルゴは、黒髭を含む当時の最も悪名高い海賊とも戦った。

## 発掘
2013年、マドリード自治大学の法医学者と考古学者のチームによって墓地の発掘が行われた。発掘の目的はDNAを調査し、彼の顔を復元することだった。発掘にはゲーム会社のユービーアイソフトがスポンサーとしてつき、当初は彼をアサシン クリード IV ブラック フラッグのメインキャラクターの一人にすることが計画されていた。